# Passiflora vitifolia
Passiflora vitifolia е вид растение от семейство Страстоцветни (Passifloraceae).

## Разпространение
Видът е разпространен в Централна и Южна Америка.

## Описание
Има едри, до 15 cm, цветове в наситеночервено. Достига височина до около 5 – 6 метра.